# Dendronephthya marenzelleri
Dendronephthya marenzelleri är en korallart som beskrevs av Kükenthal 1905. Dendronephthya marenzelleri ingår i släktet Dendronephthya och familjen Nephtheidae. Inga underarter finns listade i Catalogue of Life.